# 林俊敏
林俊敏（1996年8月31日—），中华人民共和国浙江省台州市仙居县人，是一名中国男子射击运动员，主项是25米快射手枪。

## 战绩
林俊敏12岁时进入黄岩区少体校练习射击。2014年，他入选浙江省射击队。2017年初，他开始代表国家参加国际赛事，在他的射击世界杯分站赛首秀中，他以31分的成绩获得亚军，之后这一年里，他的成绩有所提升，获得了全国射击锦标赛冠军以及全国运动会第四名。2018年5月，林俊敏接连获得射击世界杯班宁堡站以及慕尼黑站的冠军，这是他第一次获得世界级赛事的冠军。2018年8月，他在亚运会射击比赛25米快射手枪小项中获得银牌（33中）。2019年4月26日，国际射联射击世界杯北京站，林俊敏斩获男子25米手枪速射项目金牌。2021年8月2日，他在2020年东京奥运会射击男子25米手枪速射决赛中表现欠佳，获得第六名。